# Anton Schmidt (politik)
Anton Schmidt (9. prosince 1826 Šilperk – 28. března 1892 Velké Losiny) byl rakouský a český podnikatel a politik německé národnosti z Moravy, v 2. polovině 19. století poslanec Říšské rady.

## Biografie
Jeho otec Anton Schmidt se během revolučního roku 1848 stal poslancem Frankfurtského parlamentu.
Anton se narodil roku 1826. Studoval na gymnáziu v Rychnově nad Kněžnou a Olomouci. Pak se začal věnovat kupeckému povolání. Na učení pobýval v Brně a navštěvoval přednášky z obchodní vědy na Vysoké škole technické ve Vídni. Pak působil jako velkoobchodník. Po smrti otce roku 1866 převzal vedení rodinného obchodu v Šilperku a později společně se starším bratrem Gustavem i otcovu textilní továrnu. V roce 1855 získal papírnu a bělírnu ve Velkých Losinách. Po smrti bratra roku 1871 zde sám provozoval papírnu a textilku. V 80. letech podnik zažil expanzi a měl pobočku ve Vídni. V roce 1860 přikoupil areál bývalé brusírny v Olšanech a postavil tam továrnu na papírnické zboží, která ovšem kvůli vysokým nákladům na dopravu neprosperovala a roku 1864 ji převzala akciová společnost, která tu úspěšně zavedla produkci cigaretového papíru.
V roce 1886 mu byl udělen Zlatý záslužný kříž. Byl veřejně a politicky činný. Po sedm let předsedal spolku pro zemědělské vzdělávání v údolí Desné (Teßthal), jenž zakládal a který později rozšiřoval svůj záběr i na otázky průmyslového rozvoje. V letech 1864–1870 zastával funkci starosty Velkých Losin.
V doplňovacích volbách 25. ledna 1863 ho obchodní a živnostenská komora v Olomouci zvolila za poslance Moravského zemského sněmu. Reprezentoval kurii obchodních a živnostenských komor, obvod Olomouc. Mandát obhájil v zemských volbách v lednu 1867, zemských volbách v březnu 1867, zemských volbách v roce 1870, obou zemských volbách roku 1871, zemských volbách v roce 1878, zemských volbách v roce 1884 a zemských volbách v roce 1890. Poslancem byl až do své smrti roku 1892 a na sněmu tak trvale zasedal téměř třicet let. Na sněmu se věnoval národohospodářským a dopravním otázkám.
Působil taky jako poslanec Říšské rady (celostátního parlamentu Předlitavska), kam usedl ve volbách roku 1879 za kurii venkovských obcí na Moravě, obvod Olomouc, Šternberk, Šumperk atd. Mandát tu obhájil ve volbách roku 1885. Ve volebním období 1879–1885 se uvádí jako Anton Schmidt, továrník, bytem Velké Losiny. Byl liberálně orientován, bojoval za práva etnických Němců na Moravě. Ze zdravotních důvodů již ve volbách roku 1891 nekandidoval.
Do parlamentu nastoupil roku 1879 jako ústavověrný poslanec. V říjnu 1879 je zmiňován na Říšské radě coby člen mladoněmeckého Klubu sjednocené Pokrokové strany (Club der vereinigten Fortschrittspartei). Po volbách roku 1885 byl členem klubu Sjednocené levice, do kterého se spojilo několik ústavověrných (liberálně a centralisticky orientovaných) politických proudů. Po rozpadu Sjednocené levice přešel do frakce Německorakouský klub. V roce 1890 se uvádí jako poslanec obnoveného klubu německých liberálů, nyní oficiálně nazývaného Sjednocená německá levice.
Zemřel v březnu 1892 po dlouhé těžké nemoci.
Jeho synové Anton Schmidt mladší (1857–1935), Richard Schmidt (1859–1933) a Maximilian Schmidt (1862–1938) rovněž působili jako průmysloví podnikatelé a společně vedli rodinné továrny.